# Kankan
Cet article possède un paronyme, voir cancan.

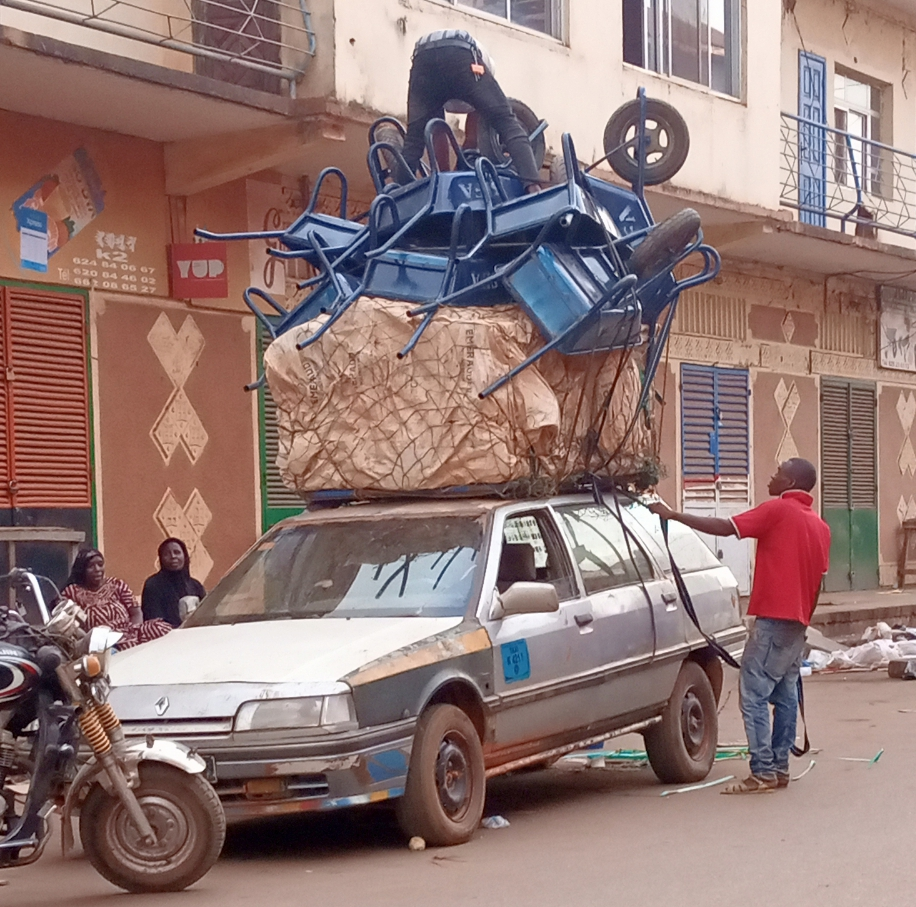
Marché de Kankan

Kankan  est administrativement la deuxième ville de la république de Guinée, après la capitale Conakry, et la plus grande pour ce qui est de la surface. Situé en Haute-Guinée à l'est du pays elle est la capitale et chef-lieu de la région administrative de Kankan et de la préfecture de Kankan.

## Étymologie
La ville de Kankan avait deux différents noms avant ses noms actuels. Elle a d'abord été nommée Fadou, ce qui signifie la terre de la satiété, avant d'être rebaptisée Nabaya, ce qui signifie la terre du venant (la maison des nouveaux arrivants), elle a passé longtemps sous ce nom. Après leurs retour de leur immigration du Fouta Djallon, elle a été rebaptisée Kankan sous le règne de Arafan Kabine (patriarche de Kankan) ce qui signifie les défenses ou protège (ou Dieu protège notre ville de toutes les attaques), en raison des attaques successives des infidèles, et c'est l'histoire réelle de la ville, qui a été écrite par le fondateur et son successeur en Adjami[réf. nécessaire].
Mais il y a d'autres histoires qui racontent que, lors de la négociation de l'endroit de Condé par les Kaba, ils ont été informés de la présence de gens qui fabriquaient le Kankan (un bois fixe que les Mandé utilisent souvent comme porte), et du fait qu'il n'y avait pas d'autre établissement humain entre Makonon et Diankana (30 km) pendant ce moment.
Une autre histoire racontée par les griots dit qu'il y avait trop de Kankan-Kissè (un nom arborescente) dans la zone où Kankan s'est développée, alors les Condé ont dit au Kaba de s'installer cet endroit, ce qui a obligé le Kaba à nommer la ville Kankan.

## Géographie
La ville est formée autour de la rivière Milo, un affluent du fleuve Niger. Situé à l'est de la république de Guinée à 637,5 km de la capitale Conakry.
Le climat est de type sub-soudanien, et est caractérisé par l’alternance de deux saisons, une saison sèche allant de novembre à avril et qui enregistre des températures très élevées et constantes (en moyenne 30 °C), et une saison pluvieuse qui va de mai à octobre avec une pluviométrie variant entre 1 100 et 1 800 mm d’eau par an.

## Histoire

### Histoire ancienne
Après avoir passé deux ans à Bankalan avec son frère aîné, Dauda fonde un premier village quelque part, il trouve un nouveau lieu et demande à son oncle (Fedemoudou Condé) à Makonon de le lui donner. Il a commencé à lui demander jusqu'à ce qu'il comprenne qu'il est le fils de sa sœur (Doussou Condé), il a demandé à son oncle : « J'ai besoin de la zone de Dramètou ». Son oncle lui donne et dit : « Tout endroit auquel tu penses là-bas, je te le donne ». À ce moment, l'endroit était un hameau avec de nombreux baobabs. Le village a été fondé vers 1690.

#### Défense et la guerre
A l'époque, Kankan n'avait pas d'autorité représentative, de roi ou d'autres formes de gouvernement. La seule structure existante avait adopté une forme théocratique et culturelle et détenait aussi une partie de l'armée pour protéger la ville contre les trafiquants d'esclaves. Ils ont passé beaucoup de temps à enseigner le Coran aux enfants et à d'autres activités culturelles. De petites forteresses ont été construites dans certaines parties de la ville pour la protection du peuple pendant les guerres.
En 1767, lorsqu'ils ont appris que Condè-béréma Diakité (Wasolon) se préparait à attaquer leur état, tous les habitants de Bate ont immigré à Fouta Diallon, en particulier Timbon et Fougoumba en raison de la relation islamique entre les deux États théocratiques. L'immigration a duré sept ans. À leur retour du Fouta Djallon, la ville a été reconstruite en six quartiers et deux ont été renommés d'après leurs villes d'immigration, Fougoumba et Timbon, et le dernier est en fait resté[réf. nécessaire].
Une autre guerre contre Kankan fut préparée par deux autres rois de Wasolon, Djédi et Djiba (ou DJI), pour d'abord conquérir Kankan la capitale de l'état, qui fut vaincue par l'armée de Kankan dirigée par Alpha-Mamoudou Kaba, qui faisait sa première étude à Timbon et Dinguiraye.

##### Alliance avec Samori et conflit
Après avoir vaincu Diamoro Aji et Ouorokodo Famoudou à la bataille de Saman-Saman, Kankan envoya ses émissaires à Bissandougou pour signer l'alliance théocratique avec Samori et incita à combattre les infidèles et signa le traité de paix avec lui.
Alors que Samori tentait de conquérir le royaume des Cissé, il invita Bate (Kankan) à l'aider dans cette guerre, ce que Kankan refusa catégoriquement, pour raison de mariage, car l'une des épouses des Séré-Bréma (Mali Kaba) était mariée de Kankan. Ce que Samori jugea comme une trahison et envoya des troupes pour assiéger la ville dans les trois mois. Au cours de ces sièges, Mamadi Kaba (communément appelés Dayi Kaba) sortit miraculeusement de la ville et prit la fuite. Il se réfugia à Kangaba et Ségou, et rencontra les forces coloniales françaises là-bas, et il s'engagea avec elles et participa à la guerre jusqu'à la libération de Kankan en 1891.
La ville a été fondée par des marchands Soninkés au XVIIIe siècle, elle est devenue la capitale de l'empire Baté et un centre commercial important, particulièrement en ce qui concerne les produits agricoles. Elle a été conquise par Samory Touré en 1879 et occupée par la France en 1891. La ville s'est développée grâce à la construction du chemin de fer de Conakry à Kankan en 1904.

Vues historiques (vers 1905)
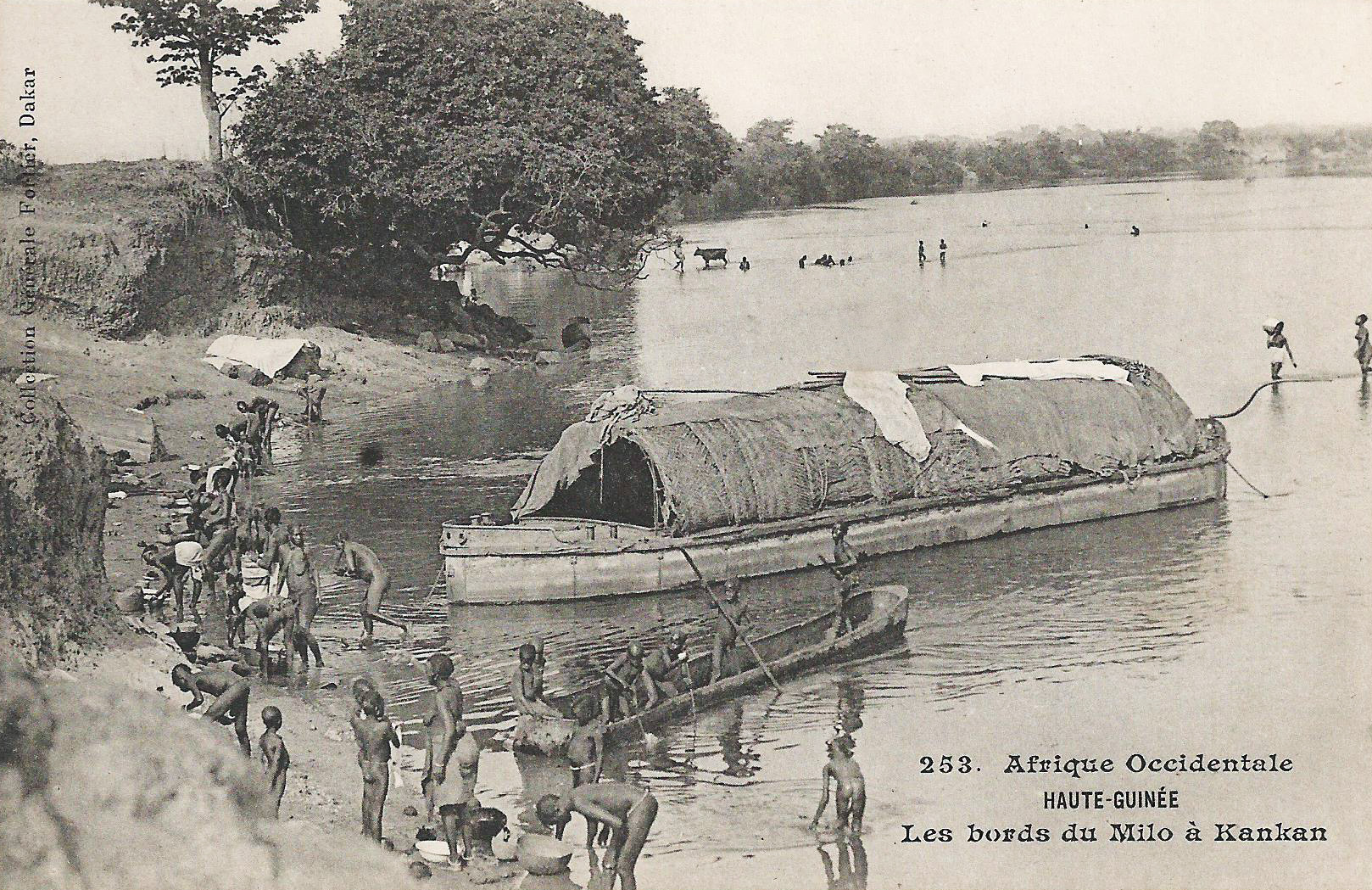
Les bords du Milo à Kankan.
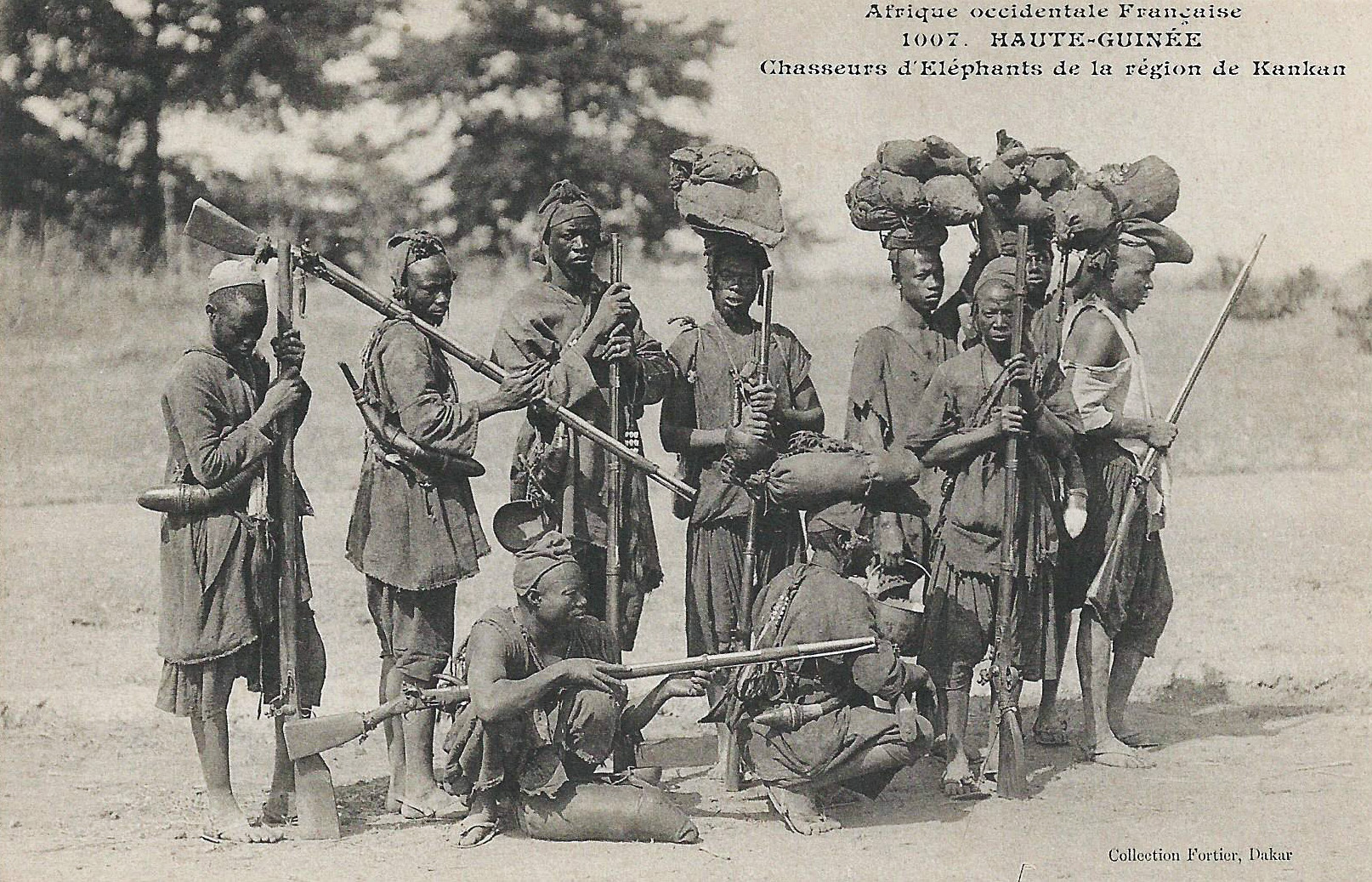
Chasseurs d'éléphants de la région de Kankan.
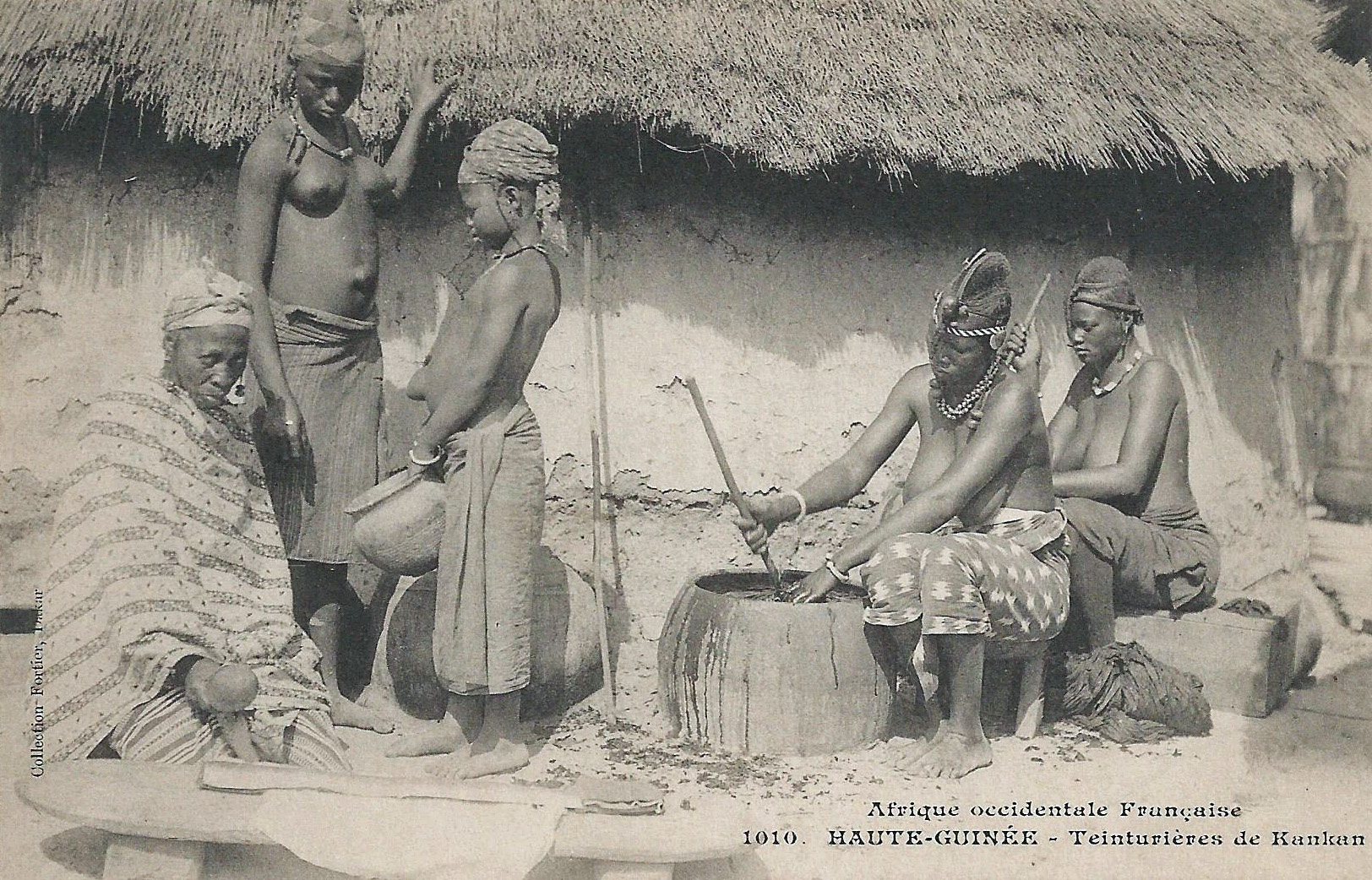
Teinturières de Kankan.
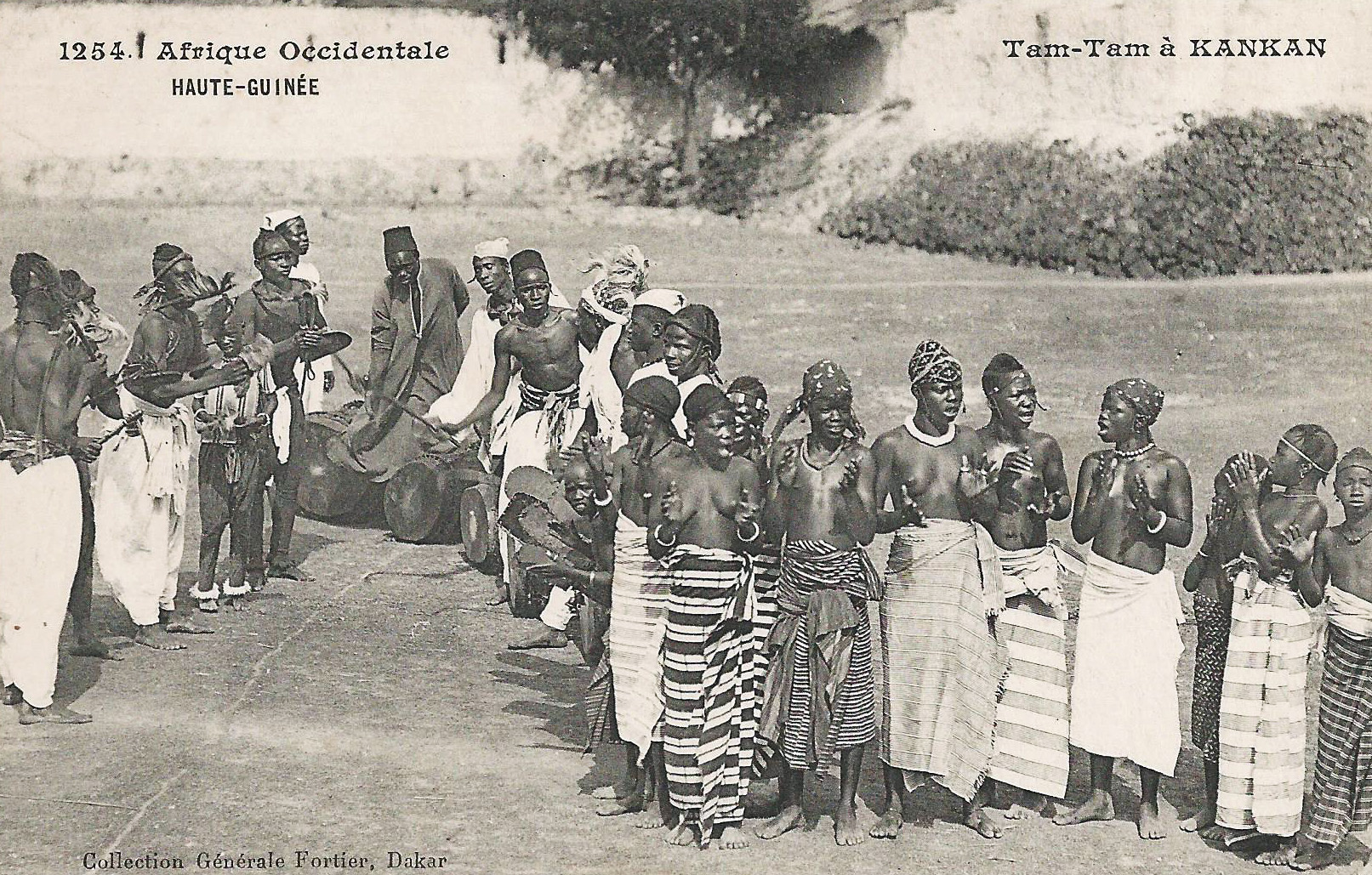
Tam-tam à Kankan.

### Période coloniale
Contrairement à la ville de Conakry, créée presque ex nihilo par la puissance coloniale, Kankan est un exemple de ville ancienne ayant été transformée par la puissance coloniale. Avant l'arrivée des Français en avril 1891, les troupes de Samori ordonnent l'évacuation de la ville qui est incendiée et ses fortifications détruites.
Kankan a été rattachée à la Guinée par un décret d'octobre 1899.
Le développement commercial de la ville s'accompagne de l'émergence progressive de quartiers européens distincts des quartiers africains, même si la population européenne blanche (principalement des commerçants) y est beaucoup moins nombreuse qu'à Conakry. Un premier comptoir commercial est installé en 1897, celui de la maison Maurer.
Le chemin de fer arrive dans la ville en 1913, et est ouvert à la circulation en 1914 .

## Économie

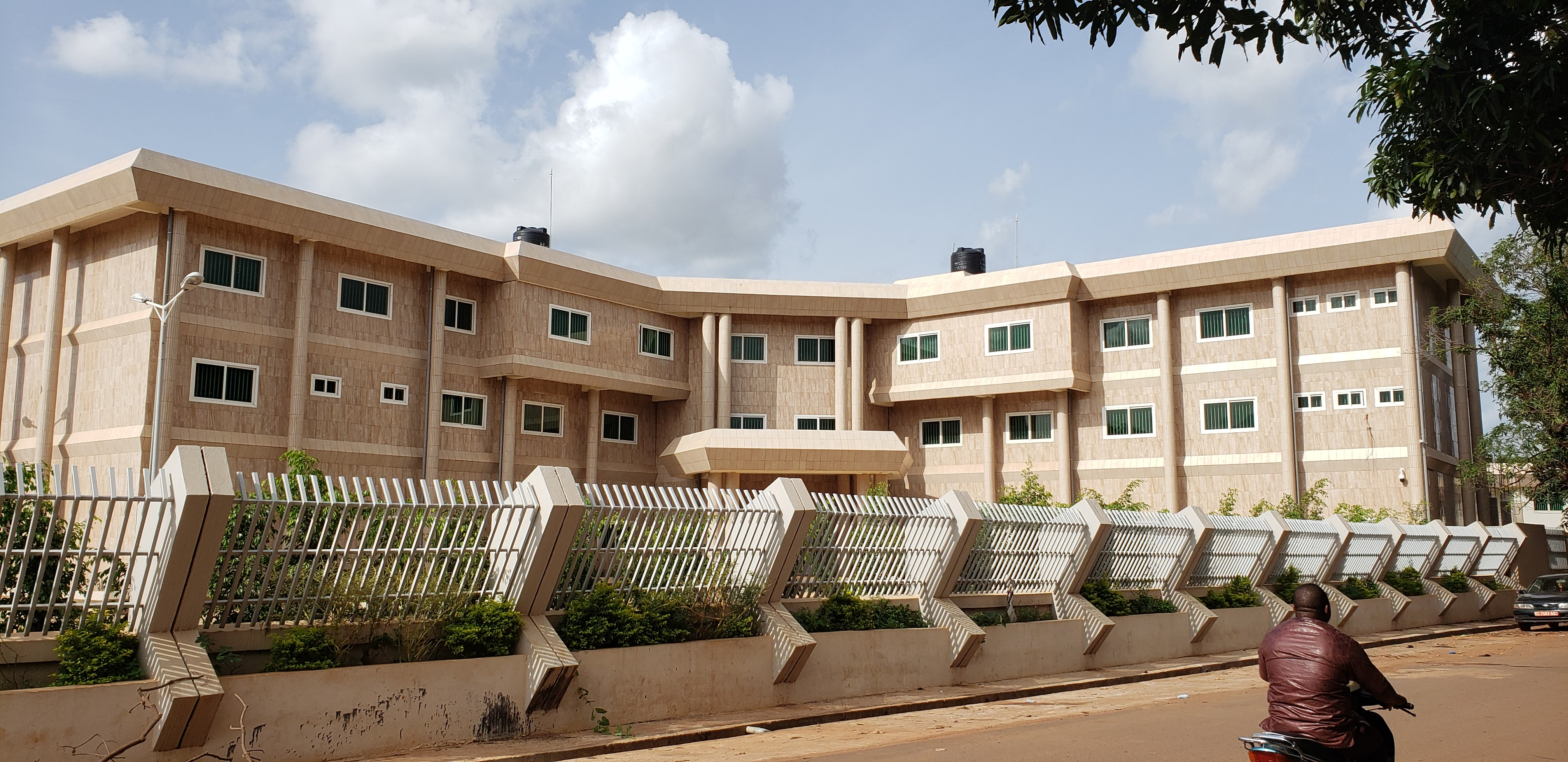
Banque central de la république de Guinée, branche régionale de Kankan.

Dans la ville de Kankan, l'économie repose sur les activités agricoles, les cultures vivrières (sorgho, maïs, fruits), arachides, patates douces, igname, mangue et coton. Il y a également quelques activités industrielles, dont une société d'égrenage de coton, financée par la coopération française (CCCE, devenue Agence française de développement) et par Dagris (devenu Geocoton).

## Démographie
La population de la ville est majoritairement composée de Malinkés et leur langue, le malinké, est largement parlée partout dans la ville.
René Caillié, qui visite la ville en 1827, estime alors qu'elle « ne contient pas plus de six mille habitants. » Louis-Gustave Binger écrit en 1887 : « Dans cette petite ville, dont l'importance a beaucoup diminué depuis que Samory s'en est emparé, il se tenait un marché très fréquenté. [...] Aujourd'hui, son marché est peu fréquenté et la ville renferme autant de ruines que d'habitations. »
La population est estimée à 197 108 habitants en 2008 (contre 100 192 en 1996, soit une hausse moyenne annuelle de 5,80 % sur cette période de 12 ans). En 2014, la population de l'aire urbaine est estimée à 472 112 habitants ce qui en fait la deuxième ville la plus peuplée du pays, après Conakry.
À partir du recensement de 2014 (RGPH3), la population de Kankan Centre a été estimée à 206 651 personnes en 2016.

## Éducation

### Enseignement supérieur
- Université Julius-Nyerere de Kankan est fondée en 1964.

## Transports

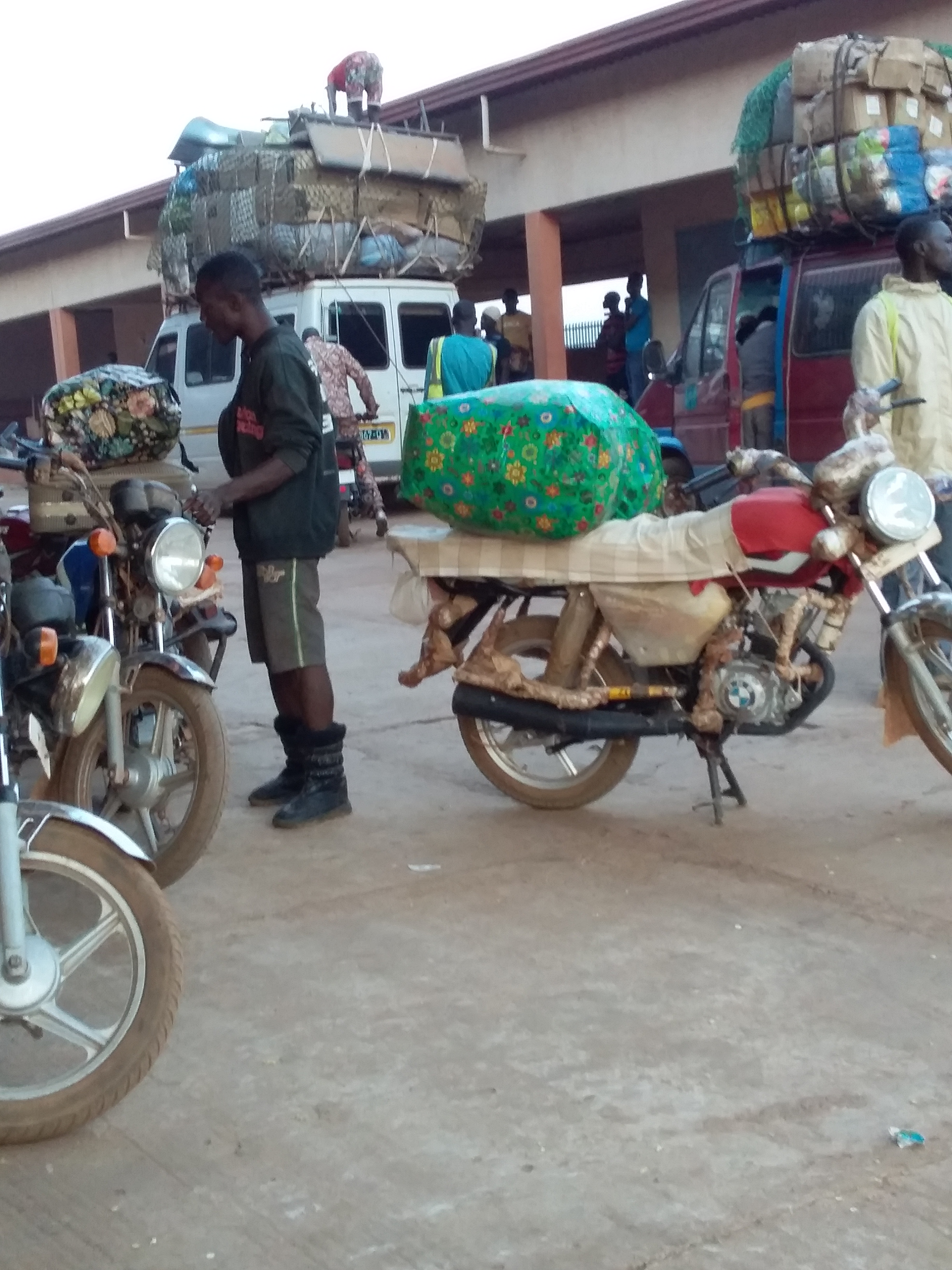
La gare routière régionale de Kankan

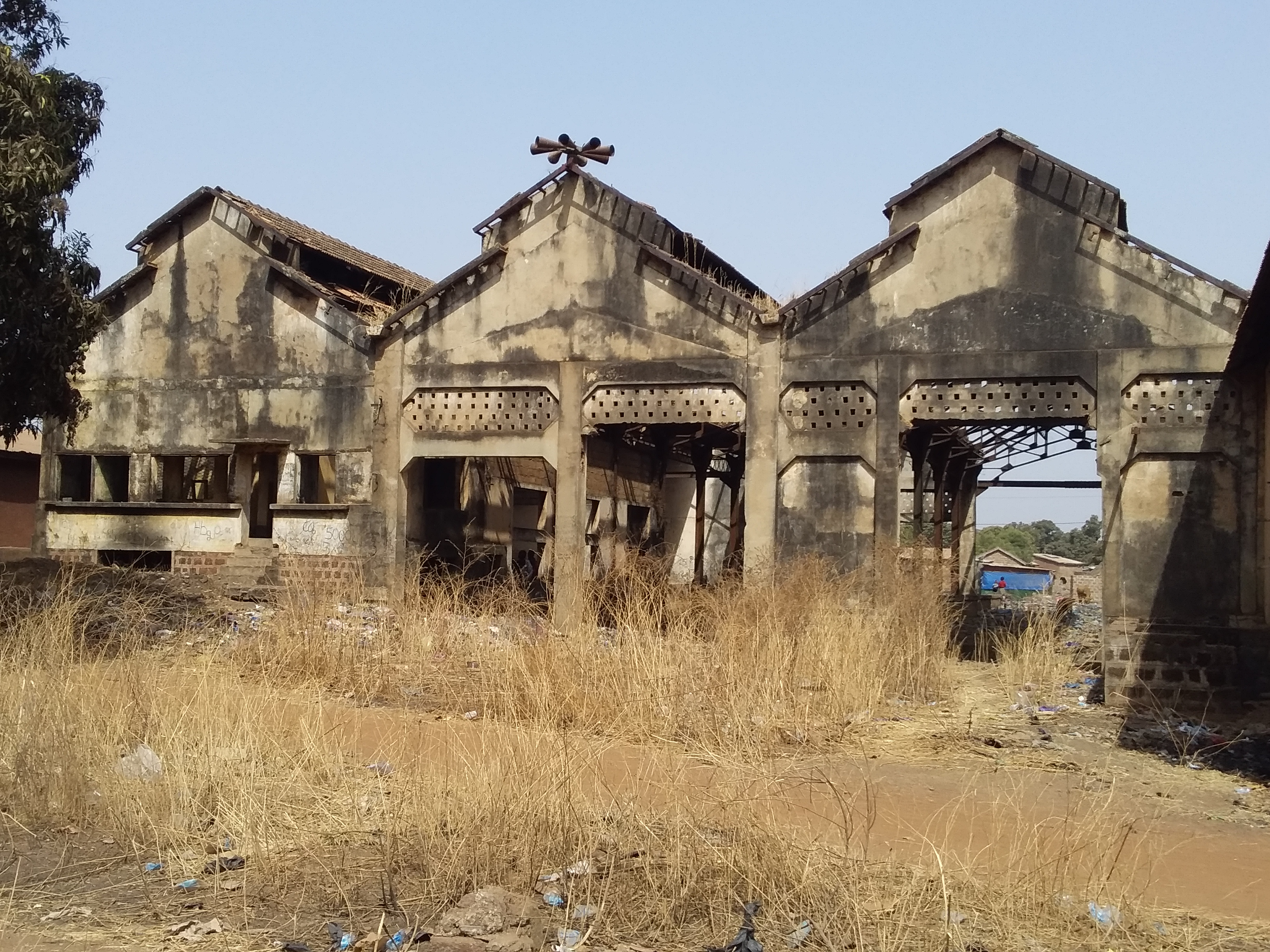
Ancienne gare ferroviaire Kankan (2020).

La ville est reliée par le transport aérien avec l’aérodrome de Kankan.
La ville abrite un port fluvial.

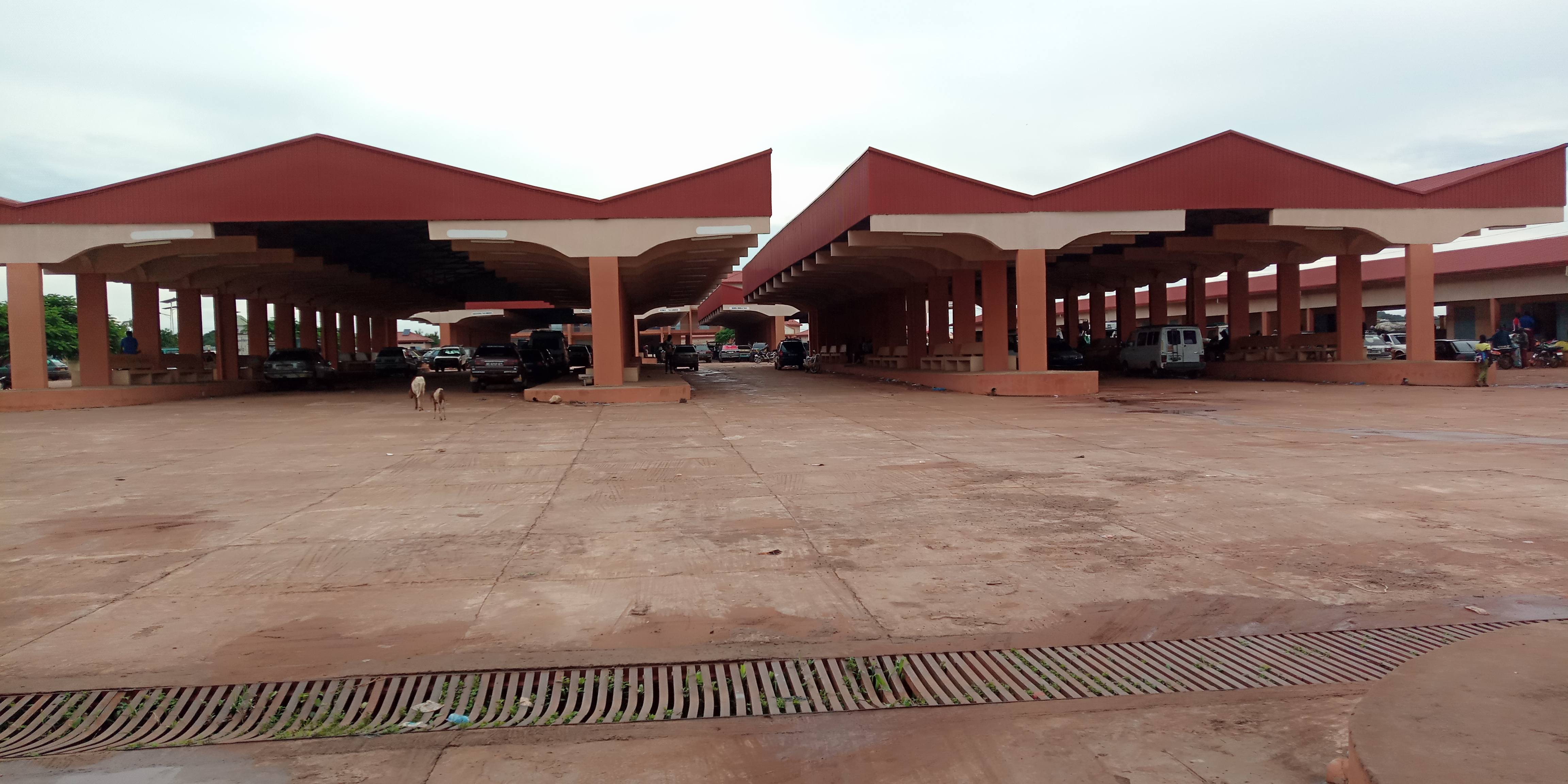
gare routière régional de Kankan

Kankan était la destination finale du chemin de fer de Conakry à Kankan, dont les activités ont cessé en 1993.

## Musée
La ville de Kankan a un musée appelé musée du camp militaire Soundiata-Keïta au sein du camp Soundiata Keita de Kankan.

## Lieux de culte
Parmi les lieux de culte, il y a principalement des mosquées musulmanes. 
Il y a aussi des églises et des temples chrétiens : diocèse de Kankan (Église catholique), Église Protestante Évangélique de Guinée (Union mondiale de l'Alliance), Assemblées de Dieu .

## Infrastructures

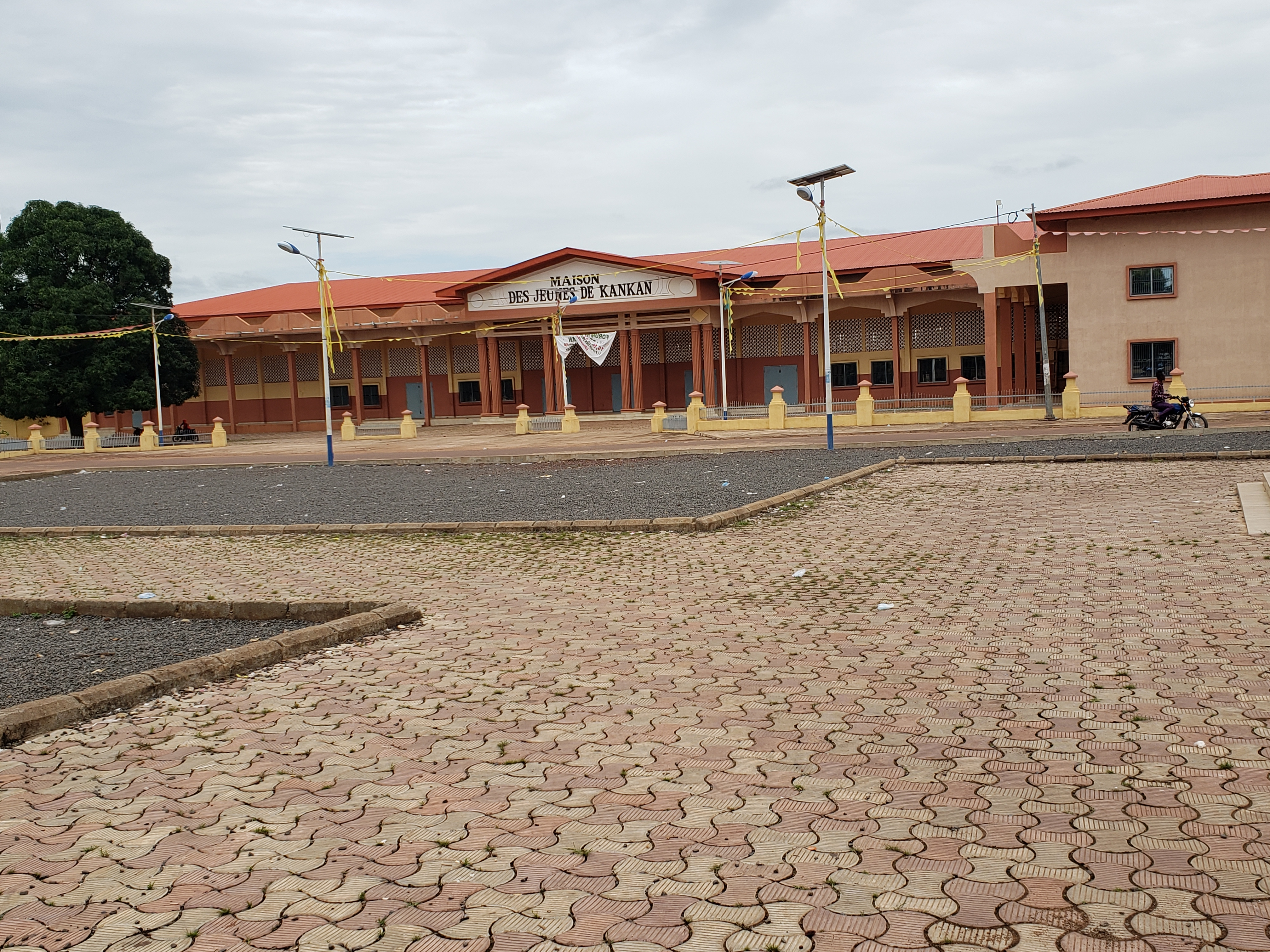
Maison des jeunes.
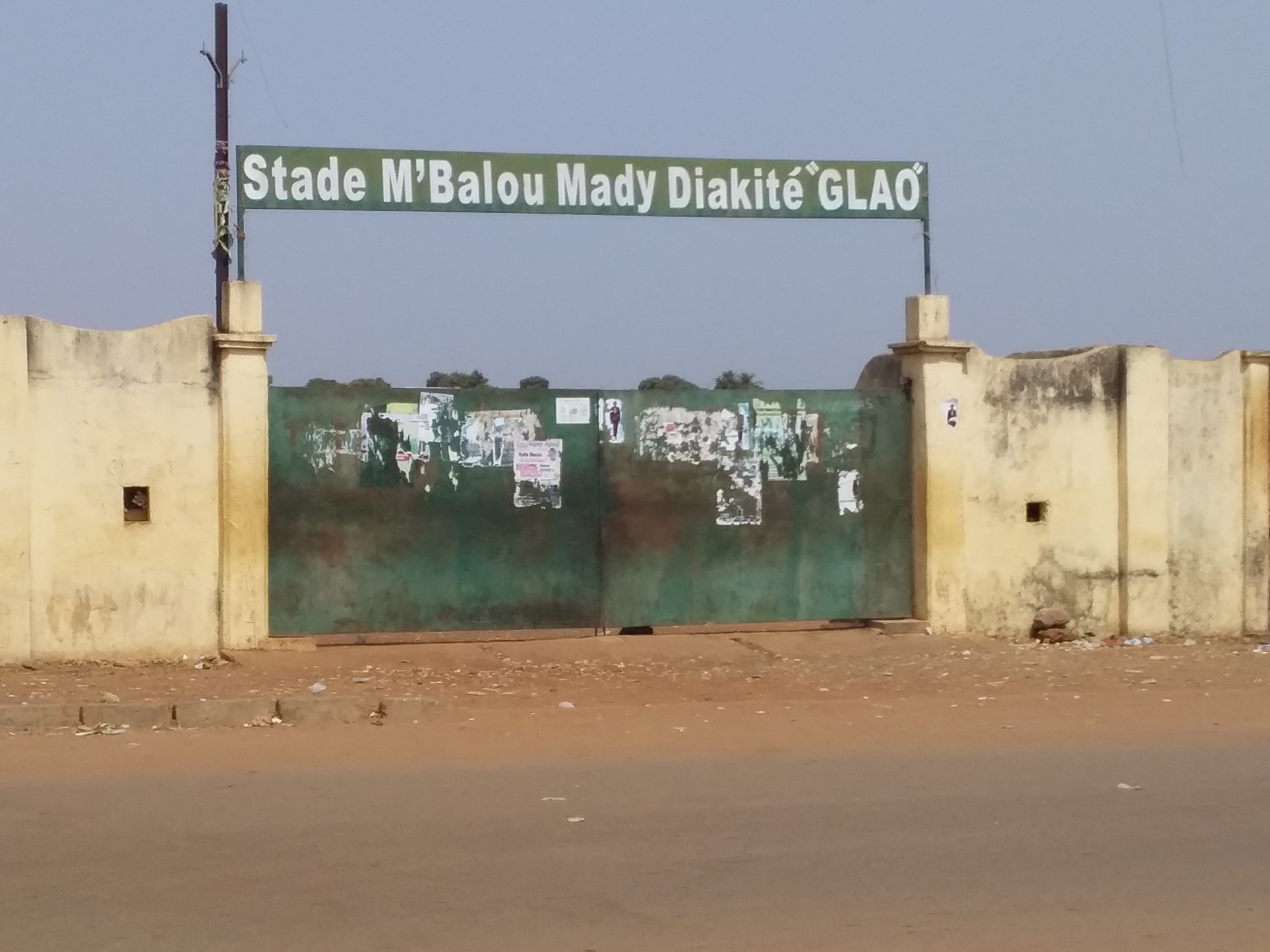
Stade M'Balou Mady Diakité « GLAO ».

## Personnalités liées à Kankan
- Abdourahmane Sinkoun Kaba (1904-1972), homme politique ;
- Ansoumane Kaba (1959-), homme d'affaires ;
- Bouréma Condé, ministre de l'Administration du territoire et de la Décentralisation ;
- Djalikatou Diallo, femme politique ;
- Grand Sama (1944-), chanteur ;
- Hadja Djakagbè Kaba, député de Kankan de 2020 en 2021 ;
- Hadja Djené Kaba (1960- 2023), Première dame de république de Guinée (2010 - 2021) ;
- Ibrahim Kalil Konaté (1977-2021), homme politique guinéen ;
- Jeanne Martin Cissé (1926-2017), femme politique ;
- Mamadi Doumbouya, président de la Transition de la république de Guinée ;
- Mamoudou Nagnalen Barry, ministre de l'Agriculture et de l'Élevage (2021-) ;
- Marie Madeleine Dioubaté ( née en 1967), femme politique guinéenne ;
- Mohamed Diané, ministre de la Défense nationale (2015-2021) ;
- Mohamed Lamine Fofana (1949), homme politique ;
- Mory SinKoun Kaba (1933-2015), homme d'affaires et philanthrope ;
- Ousmane Kaba (1955-), homme politique[9] ;
- Siaka Touré (1935 - 1985), officier et homme politique guinéen ;
- Sansy Kaba Diakité, éditeur ;
- Sanassy M'Bemba Camara (2000- ), écrivain guinéen ;
- Williams Sassine (1944-1997), écrivain.
- Azaya (1980- ), chanteur compositeur et producteur de musique;